# Musikjahr 1534
Liste der Musikjahre

◄◄ | ◄ | 1530 | 1531 | 1532 | 1533 | Musikjahr 1534 | 1535 | 1536 | 1537 | 1538 | ► | ►►

Weitere Ereignisse
Dieser Artikel behandelt das Musikjahr 1534.

## Ereignisse
- Martin Agricola, der sich 1519 in Magdeburg als Musiklehrer niedergelassen und der Reformation angeschlossen hat, ist Kantor der zu einer einzigen städtischen Anstalt zusammengefassten Musikschulen. Neben seiner Lehraufgabe bemüht sich Agricola vor allem darum, der neuen protestantischen Bewegung eine eigene Kirchenmusik zu geben.
- Bonifacius Amerbach ist Professor der Rechtswissenschaft an die Universität Basel. Ab 1533 nähert Amerbach sich der ausgleichenden Position Martin Bucers an. Unter dessen Einfluss bekennt er sich schließlich zur Reformation. 1534 tritt er auch für das protestantische Abendmahl ein.
- Pierre Attaingnant, der um 1527/1528 eine Variante des Notendrucks erfunden hat, die das Drucken in einem Arbeitsgang erlaubt, veröffentlicht von 1528 bis 1552 mehr als 50 Chansonsammlungen und einige „Tanzbücher“.
- Antoine Barbé hat – nach den Akten der Kathedrale von Antwerpen – von 1527 bis 1562 die Stelle des Kapellmeisters inne.
- Eustorg de Beaulieu zieht 1533 oder 1534 nach Lyon und tritt in den Dienst des Stadtgouverneurs Pomponio Trivulzio.
- Pietro Paolo Borrono ist seit dem Jahr 1531 offizieller Lautenspieler im Dienst des französischen Königs Franz I.
- Arnold von Bruck ist seit der zweiten Jahreshälfte 1527 in Wien Kapellmeister des österreichischen Regenten Erzherzog Ferdinand (dem späteren König und Kaiser Ferdinand I.) und zwar als Nachfolger von Heinrich Finck. Diese Stellung behält er über 18 Jahre; seine Vizekapellmeister sind Pieter Maessins (um 1505–1562), ebenfalls flämischer Abstammung, und Stephan Mahu. In dieser Zeit erwirbt Arnold von Bruck mehrere Pfründen im heutigen Slowenien und Kroatien, so von 1528 bis 1548 an der Kathedrale von Ljubljana, ab Dezember 1529 an der Kathedrale von Zagreb und ab Juli 1531 in der Stadt Laas bei Kočevje. 1534 wird in Nürnberg eine Sammlung von geistlichen und weltlichen Liedern veröffentlicht, die Arnold von Bruck gewidmet sind. Neben 20 Kompositionen von ihm selbst, enthält das Werk Kompositionen von Ludwig Senfl und Wilhelm Breitengraser (um 1495–1542).
- Hans Buchner ist Organist in der Pfarrkirche in Überlingen, behält aber seinen Wohnsitz in Konstanz.
- Marco Antonio Cavazzoni wirkt ab 1528 etwa zehn Jahre lang in Venedig.
- Pierre Certon wirkt seit dem Jahr 1529 in Paris an Notre-Dame.
- Jean Courtois ist 1534 und 1535 – wie schon in den Jahren 1516 bis 1517 – in Cambrai als petit vicaire tätig.
- Jehan Daniel ist Organist an der Kathedrale von Angers. Er wird diese Stelle bis 1540 innehaben.
- Benedictus Ducis ist von 1533 bis 1535 Pfarrer in Stubersheim.
- Die sterblichen Überreste von Juan del Encina, der 1519 gestorben ist, werden 1534 in die Kathedrale von Salamanca überführt, wo sie sich bis heute befinden.
- Pedro de Escobar steht in Portugal im Dienst des Monarchen Manuel I. (Portugal). Er ist Lehrer der Knaben an der Kapelle seines Sohnes Alfonso.
- Georg Forster, der seit dem Jahr 1531 in Ingolstadt Medizin studiert, verlässt nach drei Jahren Ingolstadt wieder. Es gibt eine Mutmaßung von Musikhistorikern, dass sich der Komponist zum Protestantismus hingezogen fühlt und er sich im deutlich katholisch geprägten Ingolstadt nicht dauerhaft heimisch fühlt. Forster könnte den Wunsch gehegt haben, sich über Luthers Lehren aus erster Hand informieren zu können und er verlegt deshalb den Ort seines Medizinstudiums ab 1534 als Stipendiat nach Wittenberg, besucht dort zusätzlich die Vorlesungen von Philipp Melanchthon und M. Garbicius und ist nach einiger Zeit auch Gast in Luthers Tischgemeinschaft. Sein kompositorisches Können weckt das Interesse Luthers als Musikliebhaber, und der Reformator wünscht von Forster die Vertonung von Bibelpassagen. In dem Nürnbergischen Gelehrten-Lexikon von Georg Andreas Will heißt es im Ergänzungsteil (1818) von Christian Conrad Nopitch: „Luther vergnügte sich hauptsächlich an seiner Musik und ließ sich auch Psalmen und verschiedene Schriftstellen von ihm componiren“. Auch Herzog Ernst von Sachsen ist angetan von Forsters musikalischen Fähigkeiten und lädt ihn öfters zu Aufführungen an seinen Hof.
- Nicolas Gombert, der wahrscheinlich ein Schüler von Josquin Desprez († 1521) war, ist seit 1526 Mitglied der Hofkapelle von Kaiser Karl V. und seit 1529 maitre des enfants. Als Meister der Chorknaben ist Gombert für die musikalische und stimmliche Ausbildung der Knaben verantwortlich sowie für ihre Erziehung, ihre Unterbringung und ihr Wohlergehen. Der Chor besteht um diese Zeit aus 14 Erwachsenen, einem Organisten, einem „Souffleur“ (Kalkant oder Blasebalgtreter der Orgel) und etwa zwölf Chorknaben. Seit 1534 hat er eine kirchliche Sinekure in Tournai inne. Sein Name erscheint nicht in der Liste der Geistlichen, die in Tournai Messen lesen und er übt wohl keine priesterlichen Funktionen mehr aus.
- Lupus Hellinck ist Succentor an der Liebfrauenkirche in Brügge und seit dem 17. Juni 1523 an der Hauptkirche St. Donatian, was mit den Aufgaben der Chorleitung und des Unterrichts der Chorknaben verbunden ist.
- Nikolaus Herman ist Kantor und Lehrer an der Lateinschule in St. Joachimsthal. Hier arbeitet er unter anderem mit Johannes Mathesius zusammen, der dort ab 1532 als Rektor der Schule amtiert.
- Paul Hofhaimer ist spätestens seit 1522 Domorganist am Salzburger Dom im Dienst von Fürsterzbischof Kardinal Matthäus Lang von Wellenburg. Hofhaimer ist berühmt als exzellenter Organist, Orgellehrer und als Odenkomponist. Seine Kompositionen erfreuen sich großer Beliebtheit auch im Musikunterricht an den Lateinschulen.
- Gheerkin de Hondt, der von 1. August 1530 bis Februar 1532 als Singmeister an der Nieuwe Kerk in Delft wirkte, übt die gleiche Tätigkeit von 1532 bis 1539 an der Kirche St. Jakob in Brügge aus; dort ist er außerdem Mitglied der Sakramentsgilde.
- Clément Janequin, der ab 1505 Geistlicher in Bordeaux im Dienst des Humanisten Lancelot du Fau war, wird 1534 Kapellmeister der Kathedrale von Angers.
- Hans Kotter lehrt ab 1534 als Schulmeister in Bern.
- Hans Kugelmann, der in den Diensten des Hauses Fugger in Augsburg stand, ist seit 1524 Trompeter und Hofkomponist beim Markgrafen Albrecht in Königsberg. Parallel zu seiner Tätigkeit bei Hofe ist er von 1534 bis zu seinem Tode Kapellmeister der Kantorei.
- Erasmus Lapicida, der um das Jahr 1521 vom Habsburger Erzherzog Ferdinand I. (Regierungszeit als Erzherzog 1521–1531) am Schottenkloster in Wien eine Präbende verliehen bekam, lebt dort die 26 restlichen Jahre seines Lebens. In Wien lernt er zwischen 1527 und 1534 den Theologen und Musiktheoretiker Johann Zanger (1517–1587) kennen, der später in seiner Schrift „Practicae musicae praecepta“ (Leipzig 1554) von einem Streit zwischen Lapicida, Stephan Mahu und Arnold von Bruck berichtet. Hierbei geht es um die Interpretation des Mensurzeichens ohne senkrechten Strich.
- Jacotin Le Bel ist Mitglied der Hofkapelle des französischen Königs Franz I. Auf einer Liste der Gehaltsempfänger der Kapelle 1532/1533 erscheint er als haulte-contre und als chantre et chanoine ordinaire. Vom König bekommt er ein Kanonikat und eine Pfründe an der Kollegiatkirche Notre Dame in der Provinz Anjou. Jacotin verfasst mehr als 50 mehrstimmige Werke in über 100 Manuskripten und Drucken des 16. Jahrhunderts. 32 dieser Werke werden zwischen 1528 und 1553 von dem königlichen Notendrucker Pierre Attaingnant gedruckt.
- Johannes Lupi ist magnus vicarius und Subdiakon in Cambrai.
- Stephan Mahu, der vielleicht schon ab Anfang der 1520er Jahre als Sänger und Posaunist Mitglied des Hofstaats von Königin Anna von Böhmen und Ungarn (1503–1547), der Ehefrau von Ferdinand I. ist, verpflichtet sich ab dem 14. November 1528 vertraglich zum lebenslangen Dienst bei ihr und Ferdinand. Dafür wird ihm im Gegenzug eine erhebliche Gehaltserhöhung zugesichert, die allerdings erst ab dem Jahr 1539 ausgezahlt wird. Zusätzlich übernimmt er zwischen September 1529 und März 1532 die Stelle eines Vizekapellmeisters der Wiener Hofmusikkapelle von Erzherzog Ferdinand unter Arnold von Bruck, und zwar bis zum Jahr 1539.
- Jachet de Mantua erhält das Bürgerrecht von Mantua am 20. April 1534.
- Anton Musa ist Stadtpfarrer in Jena. Als einer der ersten vom Landesherrn eingesetzten Superintendenten hat er zugleich die Aufsicht über die Geistlichen in den Ämtern Jena und Eisenberg sowie im Stift Bürgel. Seit dem Jahr 1529 erweitert sich sein Sprengel um die Ämter Stadtroda, Leuchtenburg, Kahla und Orlamünde. Er wirkt darüber hinaus als Superintendent und als Visitator im Vogtland und im Saalekreis.
- Luis de Narváez steht seit den 1520er Jahren im Dienst von Francisco de los Cobos y Molina (1477–1547), Komtur von León und Sekretär von Kaiser Karl V. Er lebt mit großer Wahrscheinlichkeit in Valladolid bis zum Tod seines Dienstherren 1547.
- Nicolas Payen, der wahrscheinlich zwischen 1522 und 1529 Chorknabe bei der capilla flamenca von Kaiser Karl V. gewesen ist und danach an einem nicht näher bekannten Ort seine musikalische Ausbildung fortgesetzt hat, wird ab 1534 wieder von der kaiserlichen Hofhaltung in den Gehaltslisten geführt.
- Matteo Rampollini, der seit 1520 Leiter des Knabenchores an der Kathedrale Santa Maria del Fiore in Florenz war, erhält ab 1530 das Amt eines Kaplan an der Medici-Kapelle. Eventuell zeigten die Medici sich damit für Rampolinis Treue während ihrer Vertreibung aus Florenz erkenntlich. Dieses Amt hat Rampolini bis 1534 inne.
- Nikolaus Selnecker wächst seit 1534 in Nürnberg auf.
- Claudin de Sermisy ist Mitglied der Hofkapelle von König Franz I. von Frankreich. Ab dem Jahr 1533 ist der Komponist als sous-maître über alle Musiker der königlichen Kapelle tätig; die administrative Leitung hat Kardinal François de Tournon, ein enger Vertrauter des Königs. Als sous-maître leitet de Sermisy die Aufführungen der etwa 40 erwachsenen Sänger und sechs Chorknaben, welche die königliche Kapelle während der 1530er und 1540er Jahre besitzt; darüber hinaus ist er für das Wohl der Knaben verantwortlich und hat die Aufsicht über die liturgischen und musikalischen Bücher der Kapelle. In der Position des maître verdient Sermisy an Gehalt und Naturalien im Jahr 1533 400 livres. Er wird dieses Amt bis etwa 1553 ausüben.
- Tielman Susato ist seit 1531 Mitglied der Antwerpener Stadtmusikanten; er spielt die Instrumente Flöte, Blockflöte, Krummhorn, Feldtrompete und Posaune und hat vielleicht auch die abendlichen Andachten der Bruderschaft begleitet.
- Thomas Tallis ist in den Jahren 1532 bis 1540 Organist an der Augustiner-Abtei Waltham nördlich von London.
- Adrian Willaert ist seit dem 12. Dezember 1527 Domkapellmeister zu San Marco in Venedig. Der Komponist behält dieses Amt 35 Jahre lang bis zu seinem Tod; erst durch sein Wirken bekommt diese Stelle ihre in ganz Europa herausragende Bedeutung. Willaert ist der Nachfolger von Petrus de Fossis († vor dem 7. Juli 1526).

## Vokalwerke

### Geistlich
- Pierre Attaingnant (Hrsg.)
  - Missarum, Buch 1: Noten und Audiodateien im International Music Score Library Project, 4 Messen:
    - Mathieu Sohier – Missa Le cueur est mieu
    - Guillaume Le Heurteur – Missa Ung jour robin
    - Guillaume Le Heurteur – Missa Fors seulement
    - Jean de Billon – Missa Content desir

  - Missarum, Buch 2: Noten und Audiodateien im International Music Score Library Project, 4 Messen
    - Claudin de Sermisy – Missa Tota pulchra
    - Claudin de Sermisy – Missa Ad placitum
    - Alaire – Missa Sancta et immaculata
    - Du Moulin – Missa Jam non dicam vos servos

  - Motettorum, Buch 1: Noten und Audiodateien im International Music Score Library Project, 25 Motetten, darunter:
    - Jean Lhéritier – Angelus Domini
    - Nicolas Gombert – O gloriosa dei genetrix

  - Motettorum, Buch 2: Noten und Audiodateien im International Music Score Library Project, 24 Motetten, darunter:
    - Adrian Willaert – Pater noster
    - Philippe Verdelot – Victimae Paschali
    - Philippe Verdelot – Gaudeamus omnes
    - Adrian Willaert – Congratulemini
    - Jean Richafort – Christe totius dominator
    - Philippe Verdelot – Sancta maria succure
    - Mathieu Gascongne – Christus vincit reges terrae
    - Jean l’Héritier – Ave Maria gratia plena
    - Jean Mouton – Noe noe psalite
    - Claudin de Sermisy – Noe magnificatus est
    - Jean Le Bouteiller – Benedicta es caelorum regina
    - Jean Richafort – O quam dulcis et beata
    - Mathieu Gascongne – O crux viride lignum
    - Adrian Willaert – Ave regina caelorum
    - Nicolas Gombert – Aspice Domine
    - Jean l’Héritier – Virgo Christi egregis
    - Philippe Verdelot – Ave Sanctissima Maria: Noten und Audiodateien im International Music Score Library Project

  - Motettorum, Buch 3: Noten und Audiodateien im International Music Score Library Project, 20 Motetten
  - Motettorum, Buch 4: Noten und Audiodateien im International Music Score Library Project, 29 Motetten
  - Motettorum, Buch 5: Noten und Audiodateien im International Music Score Library Project, 12 Magnifikats:
  - Motettorum, Buch 6: Noten und Audiodateien im International Music Score Library Project, 13 Magnifikats:
  - Motettorum, Buch 7: Noten und Audiodateien im International Music Score Library Project, 24 Motetten, darunter:
    - Lupus Hellinck – In convertendo Dominus: Noten und Audiodateien im International Music Score Library Project
    - Pierre de Manchicourt – O Virgo Virginum: Noten und Audiodateien im International Music Score Library Project

  - Motettorum, Buch 8: Noten und Audiodateien im International Music Score Library Project, 20 Motetten, darunter:
    - Lupus Hellinck – Jerusalem luge: Noten und Audiodateien im International Music Score Library Project

  - Motettorum, Buch 10: Noten und Audiodateien im International Music Score Library Project, 20 Motetten
  - Motettorum, Buch 11: Noten und Audiodateien im International Music Score Library Project, 26 Motetten
- Nicolas Gombert
  - Motette Homo erat in Jerusalem zu vier Stimmen
  - Motette Regina caeli zu zwölf Stimmen
  - Motette Virgo sancta Catherina zu vier Stimmen
- Guillaume Le Heurteur – Missa Ung jour robin: Noten und Audiodateien im International Music Score Library Project
- Jean Mouton
  - Magnificat sexti toni zu vier Stimmen, 1534, 1543, (1553), nur „Quia fecit“ zu zwei Stimmen
- Philippe Verdelot – Motette Se lieta e grata morte: Noten und Audiodateien im International Music Score Library Project

### Weltlich
- Pierre Attaingnant (Hrsg.)
  - 31 Chansons musicales a quatre parties, 1534: Noten und Audiodateien im International Music Score Library Project
  - 28 Chansons musicalles a quatre parties: Noten und Audiodateien im International Music Score Library Project
- Pierre Certon – Amour a tort de me tenir rigueur: Noten und Audiodateien im International Music Score Library Project
- Nicolas Gombert
  - Chanson En aultre avoir zu vier Stimmen
  - Chanson Jamais je n’euz tant zu vier Stimmen (auch Thomas Crécquillon zugeschrieben)
  - Chanson J’ay congé prins zu vier Stimmen
- Guiard – Chanson Or ouez les introites de taverne: Noten und Audiodateien im International Music Score Library Project
- Johannes Lupi – Chanson Je suys desheritée: Noten und Audiodateien im International Music Score Library Project
- Hans Ott (Hrsg.) – Hundert und ainundzweintzig newe Lieder (121 Newe Lieder: Noten und Audiodateien im International Music Score Library Project)

## Geboren

### Geburtsdatum gesichert
- 05. Februar: Giovanni de’ Bardi, italienischer Soldat, Komponist und Dichter († 1612)
- 16. Dezember: Lucas Osiander der Ältere, deutscher lutherischer Theologe, Kirchenlieddichter und Komponist († 1604)

### Genaues Geburtsdatum unbekannt
- Lodovico Agostini, italienischer Komponist, Sänger, Priester und Lehrer († 1590)

## Gestorben
- 19. März: Michael Weiße, Geistlicher der Unität der Böhmischen Brüder, Kirchenlieddichter und -komponist (* um 1488)
- 07. September: Lazarus Spengler, geistlicher Liederdichter (* 1479)